# Вэньшань-Чжуан-Мяоский автономный округ
Вэньшань-Чжуан-Мяоский автономный округ (кит. упр. 文山壮族苗族自治州, пиньинь Wénshān Zhuàngzú Miáozú zìzhìzhōu) — автономный округ в провинции Юньнань, Китай.

## История
До середины XX века эти земли не составляли единой административной структуры: во времена империи Цин северо-восточная часть этих земель подчинялась Гуаннаньской управе, юго-западная — Кайхуаской управе, а уезд Цюбэй — Гуансиской управе.
После вхождения провинции Юньнань в состав КНР в марте 1950 года был создан Специальный район Вэньшань (文山专区), состоящий из 7 уездов; власти специального района разместились в уезде Вэньшань (文山县). 31 мая 1950 года пограничный район Малипо был преобразован в город Малипо (麻粟坡市) и тоже передан в состав Специального района Вэньшань. Постановлением Госсовета КНР от 3 января 1955 года город Малипо был преобразован в уезд Малипо.
Постановлением Госсовета КНР от 24 мая 1957 года Специальный район Вэньшань был преобразован в Вэньшань-Чжуан-Мяоский автономный округ (文山僮族苗族自治州).
В 1960 году уезд Яньшань был присоединён к уезду Вэньшань, а уезд Малипо — к уезду Сичоу. В 1962 году уезды Яньшань и Малипо были воссозданы.
В связи с тем, что в рамках программы по упрощению иероглифов, иероглиф 僮, которым до этого по-китайски записывалось название народа чжуан, был заменён на аналогично читающийся, но более простой в написании иероглиф 壮, постановлением Госсовета КНР от 12 октября 1965 года написание названия автономного округа было изменено с 文山僮族苗族自治州 на 文山壮族苗族自治州.
Постановлением Госсовета КНР от 2 декабря 2010 года уезд Вэньшань был преобразован в городской уезд.

## Административное деление
Округ делится на 1 городской уезд, 7 уездов:
| Карта                                                      | Карта    | Карта     | Карта         | Карта            | Карта         |
| ---------------------------------------------------------- | -------- | --------- | ------------- | ---------------- | ------------- |
| Вэньшань Яньшань Сичоу Малипо Магуань Цюбэй Гуаннань Фунин |          |           |               |                  |               |
| Статус                                                     | Название | Иероглифы | Пиньинь       | Население (2010) | Площадь (км²) |
| Городской уезд                                             | Вэньшань | 文山市    | Wénshān shì   |                  |               |
| Уезд                                                       | Яньшань  | 砚山县    | Yànshān xiàn  |                  |               |
| Уезд                                                       | Сичоу    | 西畴县    | Xīchóu xiàn   |                  |               |
| Уезд                                                       | Малипо   | 麻栗坡县  | Málìpō xiàn   |                  |               |
| Уезд                                                       | Магуань  | 马关县    | Mǎguān xiàn   |                  |               |
| Уезд                                                       | Цюбэй    | 丘北县    | Qiūběi xiàn   |                  |               |
| Уезд                                                       | Гуаннань | 广南县    | Guǎngnán xiàn |                  |               |
| Уезд                                                       | Фунин    | 富宁县    | Fùníng xiàn   |                  |               |

## Население
Согласно данным 2000 года, в округе проживает 3268,6 тыс. чел.

### Национальный состав (2000)
| Народ   | Численность | Доля    |
| ------- | ----------- | ------- |
| Китайцы | 1 372 317   | 41,99 % |
| Чжуаны  | 981 851     | 30,04 % |
| Мяо     | 422 991     | 12,94 % |
| И       | 347194      | 10,62 % |
| Яо      | 81 774      | 2,5 %   |

## Экономика
Развиты сельское хозяйство, текстильная и швейная промышленность. В округе расположены шахта по добыче бокситов и алюминиевый завод компании Yunnan Aluminium.

## Достопримечательности
- Могила принцессы Аньхуа в уезде Гуаннань (16-летняя принцесса, сестра последнего императора династии Мин Чжу Юлана (Юнли), заболела и умерла, когда двор скрывался в Юньнани от маньчжурских захватчиков в 1650-х годах)[3].